# Фіскаль де Талька
Естадіо Фіскаль де Талька (ісп. Estadio Fiscal de Talca) — стадіон, розташований у комуні Талька, регіон Мауле, Чилі. Це домашня арена футбольного клубу «Рейнджерс». Окрім футбольного поля, на стадіоні є легкоатлетичний трек, відкритий у 1990-х роках, басейни, хокейний майданчик та інші об'єкти.
Стадіон було урочисто відкрито 22 листопада 1930 року під назвою Муніципальний стадіон Тальки. Сім років по тому, 27 жовтня 1937 року, він перейшов до власності держави і став відомий як Естадіо Фіскаль. Після останньої реконструкції 2019 року він має місткість 16 070 глядачів, що робить його найбільшим стадіоном у регіоні Мауле.

## Історія

### Ранні роки
Існування стадіону зумовлене кількарічними спробами громади Тальки забезпечити якісне, вільно доступне місце для гри у футбол. Щоб виправити цю ситуацію, муніципалітет почав шукати місце, здатне приймати матчі футбольних ліг Тальки, які переживали значний розвиток. У 1920 році мерія надала концесію Футбольній лізі Тальки на початок будівництва футбольного майданчика на землі, яка раніше використовувалася як іподром.

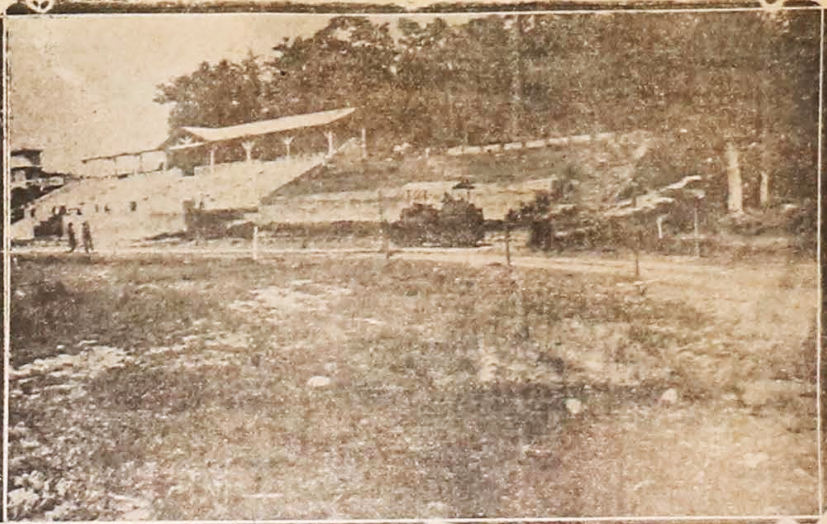
Зруйнований стадіон після землетрусу 1928 року.

Однак брак ресурсів у ліги та її команд був перешкодою для завершення проєкту стадіону, і хоча деякі клуби розглядали стадіон як свій новий дім, інші, такі як «Рейнджерс» та «Депортіво Еспаньйол», продовжували використовувати власні поля. Таким чином, стадіон так і не був повністю побудований, маючи лише деякі трибуни, а через землетрус 1928 року стадіон зазнав значних пошкоджень.
У 1929 році муніципалітет придбав усю землю стадіону за загальну суму 231 262 долари, що дозволило завершити проєкт. Таким чином, 22 листопада 1930 року відбулося офіційне відкриття нового муніципального стадіону Тальки з повноцінною спортивною програмою, в якій взяли участь представники влади, зокрема президент Карлос Ібаньєс дель Кампо, який відвідав Тальку, щоб оцінити розвиток міста після землетрусу 1928 року.
Незважаючи на добрі наміри влади, цей об'єкт становив серйозну проблему для муніципальної скарбниці, оскільки його утримання було дуже дорогим, і муніципальний бюджет не міг його покрити. Крім того, об'єкт почав дедалі частіше використовуватися клубами Тальки та іншими установами загалом, тому витрати на його утримання значно зросли. Щоб виправити цю ситуацію, муніципалітет запропонував уряду придбати об'єкт, щоб дещо збільшити муніципальний бюджет. Зрештою, після сплати 1 000 000 доларів, держава викупила стадіон у 1937 році.

### Початок проведення футбольних матчів

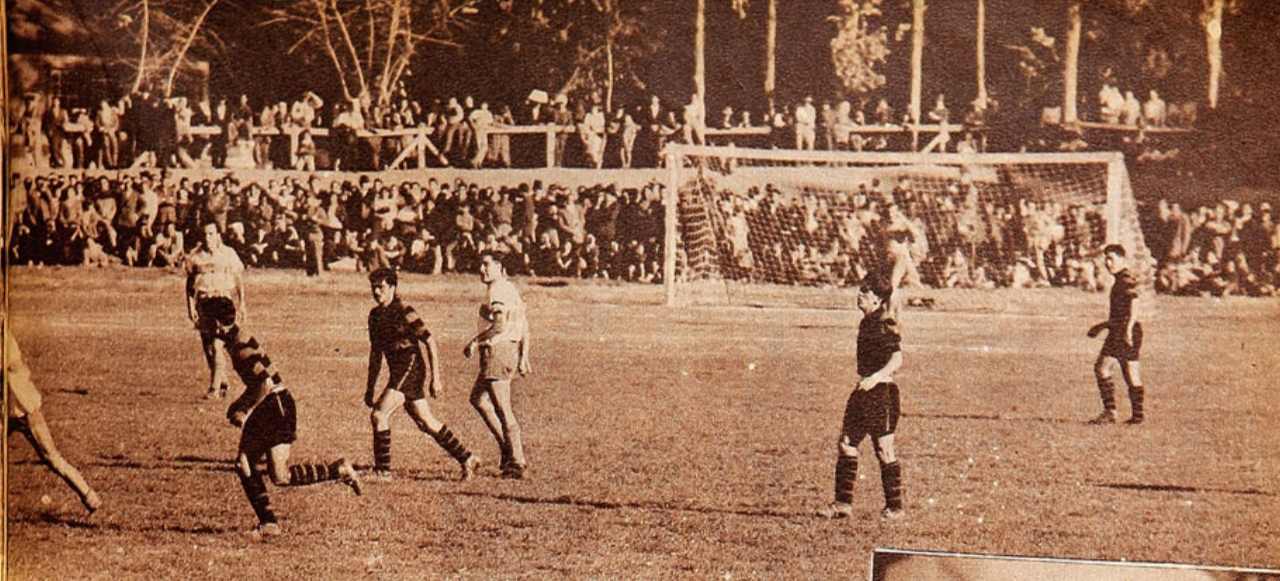
Стадіон під час матчу «Рейнджерс». 3 травня 1953 року.

Стадіон широко використовувався містом, приймаючи різні спортивні заходи та важливі фестивалі. Однак, що стосується самого футболу, то на ньому не проводилися великі заходи, які б зробили цей майданчик важливим для цього виду спорту, за винятком кількох спорадичних матчів з командами з інших міст чи країн.
Ця ситуація змінилася в 1949 році, коли місцевий клуб «Рейнджерс» був запрошений до участі в новоствореному Аматорському дивізіоні пошани, тодішньому другому дивізіоні Чилі. Таким чином, стадіон почав постійно приймати важливі матчі, оскільки участь місцевої команди в національній першості була чимось безпрецедентним і викликала сенсацію серед мешканців Тальки.
Гарні результати «Рейнджерс» призвели до їх включення до щойно створеного професіонального Сегунда Дивізіону у 1952 році, що призвело до того, що стадіон вперше в його історії був використаний для матчів з професіонального футболу.

### Перші реконструкції
Протягом перших років «Рейнджерса» у професіональному футболі арена не зазнала суттєвих змін, тому її стан ставав дедалі гіршим, навіть для свого часу.
Однак наприкінці 1950-х років це змінилося, і з поданням Чилі заявки на проведення чемпіонату світу з футболу 1962 року місто почало готуватися до проведення турніру. Відповідні заявки на проведення матчів турніру були подані комітетом під головуванням президента «Рейнджерс» Ектора дель Солара, оскільки вони були впевнені, що їх стадіон підходить для цієї мети. Комісія отримала обіцянку покращити поле та трибуни від тодішнього міністра громадських робіт Пабло Переса Саньярту, за допомогою якої вони спробували переконати ФІФА та АКФ у придатності стадіону. Реконструкція була проведена в 1961 році, що змусило «Рейнджерс» проводити всі свої домашні матчі в першій половині року, а решту матчів проводили на виїзді..

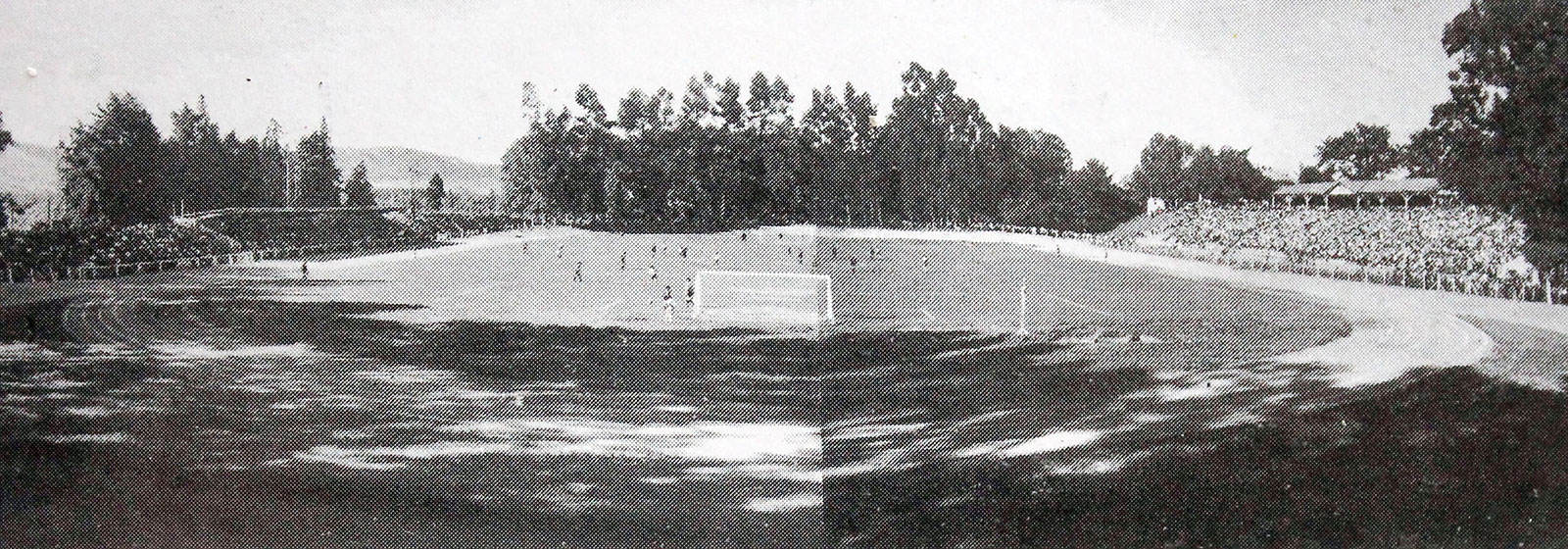
Панорамний вид на стадіон у 1961 році.

Незважаючи на очікування, покращень було недостатньо, щоб переконати організаторів чемпіонату світу про допуск цього стадіону. Крім того, землетрус у Вальдівії 1960 року суттєво вплинув на процес прийняття рішень щодо місць проведення, зрештою виключивши Тальку та інші міста, які претендували на проведення турніру (такі як Консепсьйон і Талькауано).

### Подальші зміни
У 1970-х роках стадіон зазнав подальшої реконструкції, щоб адаптуватися до нових умов чилійського футболу. У певний момент головну трибуну стадіону було модифіковано, замінивши її характерний дах на прямий. Дах трибуни «Пасіфік» (або «Ріо Кларо») також було відремонтовано. У грудні 1987 року було замінено штучне освітлення.
У 1990-х роках було відремонтовано легкоатлетичну доріжку та велодром, які до того часу були повністю занедбані.

### Стадіон у 21 сторіччі

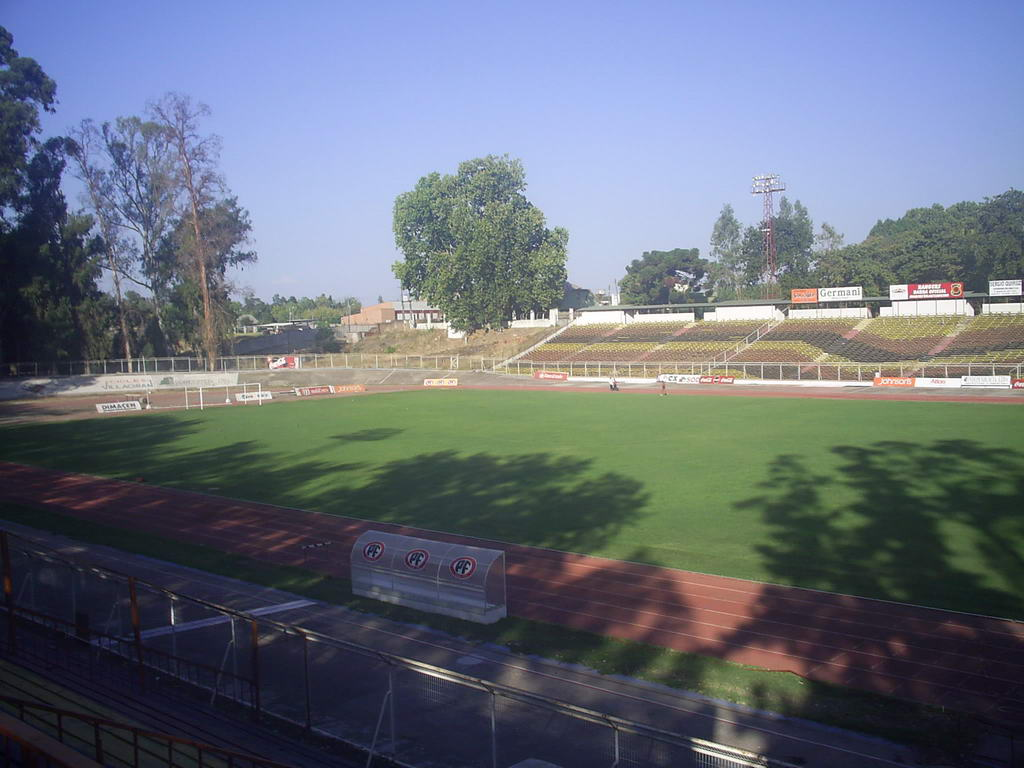
Зовнішній вигляд стадіону до реконструкції 2011 року.

Протягом 2009 року планувалося розпочати процес реконструкції стадіону, знести його стару конструкцію для будівництва нової. Закриття стадіону було відкладено до 2010 року, але потужний землетрус у Чилі, який торкнувся більшої частини регіону Мауле, спричинив різку зміну планів і поставив під загрозу реалізацію проєкту. Однак влада зрештою дала зелене світло.
Після реконструкції місткість стадіону була зменшена з 17 000 до 8 200 через встановлення сидінь по всьому стадіону. Трибуни було накрито дахом, стадіон освітлено, замінено газон, а також додано нові роздягальні, VIP-залу та інші приміщення.
20 грудня 2011 року президент Чилі Себастьян Піньєра очолив церемонію відкриття стадіону в Тальці, на якій його супроводжували міністр громадських робіт Лоренс Голборн та заступник міністра спорту Габріель Руїс-Тагле. Президент пообіцяв ще більше розширити місткість стадіону в столиці Мауле, збільшивши його місткість до 16 тисяч місць.

### Остання реконструкція

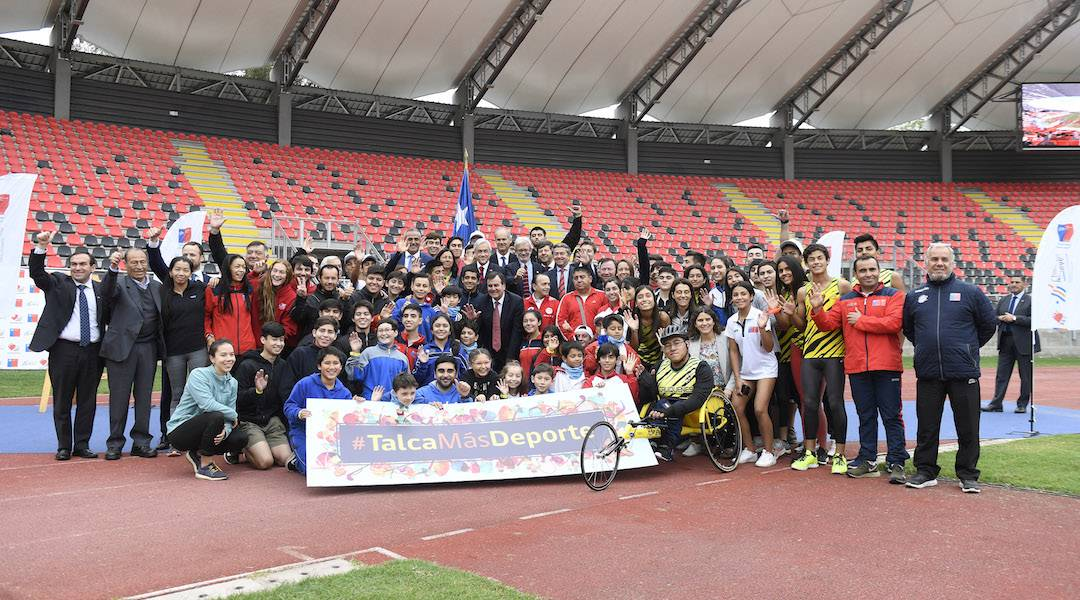
Урочисте відкриття стадіону після реконструкції. 9 квітня 2019 року.

У липні 2017 року, після робіт, розпочатих у 2014 році різними державними органами, було підтверджено чергову реконструкцію стадіону, метою якої було досягнення місткості та умов, обіцяних у 2011 році. 25 вересня 2017 року, через 6 років після обіцянок уряду, розпочалася реконструкція арени. Ці останні домовленості були зосереджені головним чином на трибуні «Анди» та нових північній та південній трибунах стадіону.
Поки тривали роботи, «Рейнджерс» продовжував використовувати стадіон для своїх домашніх ігор. Протягом 2018 року всі вболівальники сиділи на трибуні «Пасіфіко», щоб уникнути необхідності переїжджати на сусідні стадіони.
15 січня 2019 року Міністерство громадських робіт підтвердило завершення робіт вчасно до молодіжного чемпіонату Південної Америки 2019 року. 9 квітня 2019 року на невеликій церемонії, на якій були присутні різні представники влади, включаючи президента Себастьяна Піньєру, було офіційно відкрито оновлений стадіон.

## Інші об'єкти стадіону
Комплекс стадіону також включає муніципальний хокейний майданчик Тальки, розташований на південно-східному куті стадіону.
Крім того, комплекс має два великі басейни для відпочинку та спорту. Один відкритий плавальний басейн розташований у південно-східному кутку комплексу, має десять доріжок і невеликий трамплін. Оскільки він знаходиться на відкритому повітрі, його переважно використовують влітку, коли він відкритий для відпочинку публіки, а також для проведення шкіл та семінарів. Інший басейн з підігрівом відкритий у 2020 році. Він має напіволімпійські розміри, вісім доріжок, технологію осушення повітря, трибуни та інші приміщення. Це один із найсучасніших басейнів у країні та найважливіший у регіоні.

## Спортивні події

### Футбол

#### Кубок Лібертадорес 1970
Стадіон використовувався для першої участі команди «Рейнджерса» у Кубку Лібертадорес, обидва матчі відбулися проти колумбійських клубів — «Америка» та «Депортіво Калі». На цьому стадіоні чилійський клуб здобув єдину перемогу в головному континентальному змаганні, перемігши «Амертку» з рахунком 2:0. В інших матчах турніру «Рейнджерс» грали на Національному стадіоні у Сантьяго.

#### Перший матч фіналу Кубка Чилі 1996 року
У 1996 році стадіон приймав фінал Кубка Чилі 1996 року, після того як «Рейнджерс» зуміли вийти до цієї фази. На цьому місці проходили всі домашні матчі клубу з Тальки в тому турнірі, де їм вдалося пройти такі команди, як «Універсідад Католіка», «Депортес Антофагаста» та інші. На стадіоні Фіскаль господарі зуміли зіграти внічию 1:1 з «Коло-Коло», але у матчі-відповіді на стадіоні «Монументаль» «Рейнджерс» програв 0:1 і не зміг здобути трофей.

#### Фінали Кубка Чилі 2015 та 2021 років
Стадіон також приймав фінал Кубка Чилі сезону 2014/15, у якому зіграли «Універсідад Консепсьйон» та «Палестіно» (3:2). Трибуни були розташовані таким чином, що вони були розділені рівно навпіл, щоб обидві команди мали можливість привести однакову кількість уболівальників.
Згодом тут відбувся і фінал Кубка Чилі 2021 року, де «Коло-Коло» здобув свій 13-й титул, перемігши «Евертон» з рахунком 2:0.

#### Юнацький чемпіонат світу з футболу 2015 року
На стадіоні проходили матчі гюнацького чемпіонату світу з футболу серед гравців до 17 років, який проводився 2015 року. Тут проводили свої матч збірні з групи D, до якої входили Бельгія, Малі, Гондурас та Еквадор, де всі матчі, крім одного — між Малі та Гондурасом, який відбувся на стадіоні імені Нельсона Оярсуна в Чильяні. Замість цієї зустрічі тут відбувся один матч групи C, між Німеччиною та Мексикою (1:2), який був одним з найбільш відвідуваних матчів цього турніру.
Останній матч, який приймав цей стадіон, відбувся між Малі та Північною Кореєю (3:0) у 1/8 фіналу.

#### Молодіжний чемпіонат Південної Америки 2017 року
Стадіон також приймав матчі молодіжного чемпіонату Південної Америки серед гравців до 17 років, який проходив влітку 2017 року в Чилі. У Тальці пройшли матчі групи B, до складу якої входили Парагвай, Венесуела, Аргентина, Перу та Бразилія. Стадіон мав прийняти всі матчі цієї групи, проте через поганий стан поля перші чотири матчі довелось провести на стадіоні «Ла Гранха» в Курико і на Естадіо Фіскаль пройшло лише 6 з 10 ігор групи.

#### Молодіжний чемпіонат Південної Америки 2019 року
На початку 2019 року стадіон приймав матчі чемпіонату Південної Америки серед команд до 20 років. На арені знову відбувались матчі групи B турніру, до складу якої входили Еквадор, Парагвай, Уругвай, Перу та Аргентина. Естадіо Фіскаль знову прийняв 6 з 10 ігор, а решта 4 пройшли на арені у Курико.

### Регбі
У 2024 році на стадіоні пройшов перший матч збірної Чилі з регбі. Це був товариський матч проти збірної Гонконгу, який завершився перемогою господарів 22:17.

### Легка атлетика
На легкоатлетичній доріжці, що знаходиться на території комплексу, часто проводяться чемпіонати з легкої атлетики в різних категоріях, включаючи шкільні, міжклубні та інші.

## Музичні події
На стадіоні відбулося кілька визначних концертів.
Одним з головних був концерт гурту Bill Haley & His Comets під час його єдиного туру по Чилі, зокрема у листопаді 1960 року.
4 листопада 2022 року на стадіоні виступив аргентинський гурт Miranda!
14 січня 2024 року на арені виступив чилійський гурт Los Bunkers.
27 березня 2024 року мексиканський гурт Sin Bandera та співак Андрес де Леон виступили разом на Естадіо.